# أليدا تشن
أليدا تشن (بالهولندية: Alida Chen)‏ هي لاعبة كرة الريشة هولندية، ولدت في 29 مارس 1996.

## وصلات خارجية
- أليدا تشن على موقع BWF.tournamentsoftware.com (الإنجليزية)
- أليدا تشن على موقع BWFbadminton.com (الإنجليزية)
- أليدا تشن على موقع اللجنة الأولمبية الدولية (الإنجليزية)
- أليدا تشن على موقع أوليمبيديا (الإنجليزية)